# Castellfort

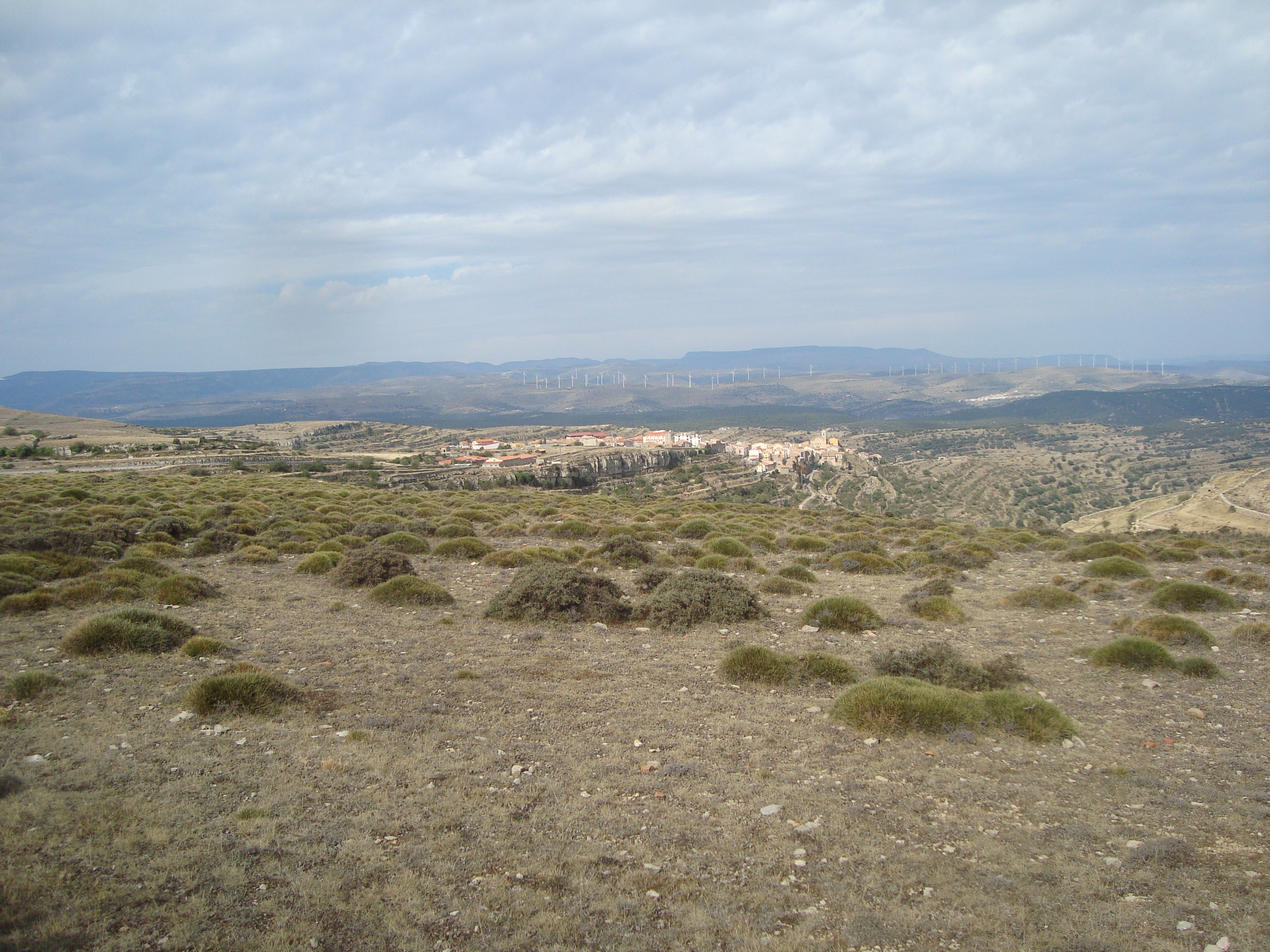
Castellfort (Castellón)

Castellfort (en valencien et en castillan) est une commune d'Espagne de la province de Castellón dans la Communauté valencienne. Elle est située dans la comarque de Ports et dans la zone à prédominance linguistique valencienne. Elle fait partie de la Mancomunidad Comarcal Els Ports.

### Lien externe

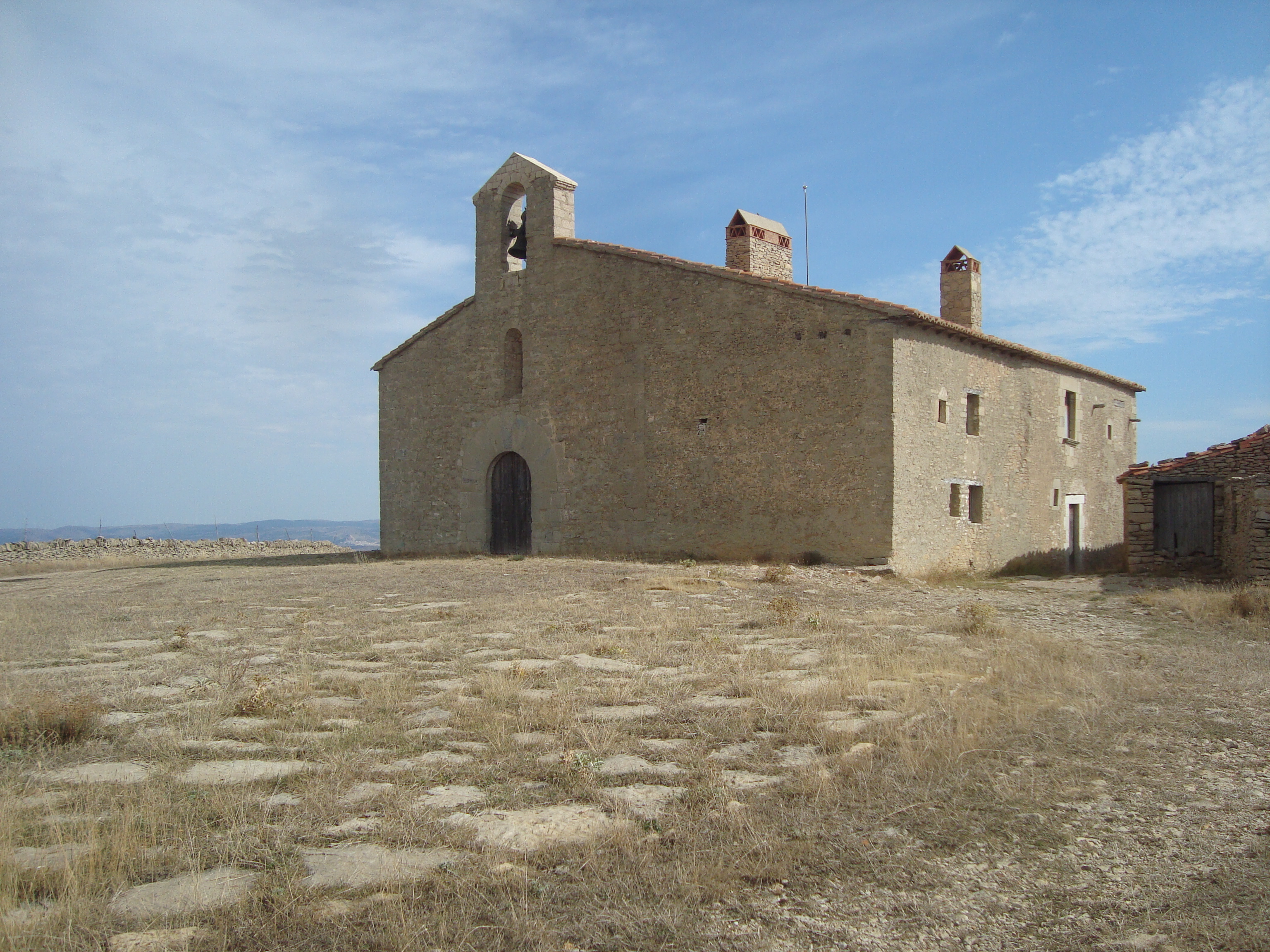
Castellfort (Castellón)

## Géographie

Localisation de Castellfort
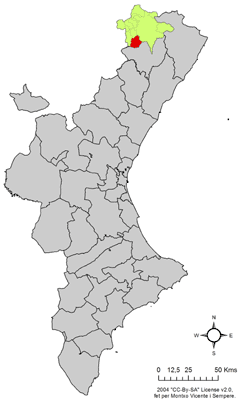
dans la Communauté valencienne.
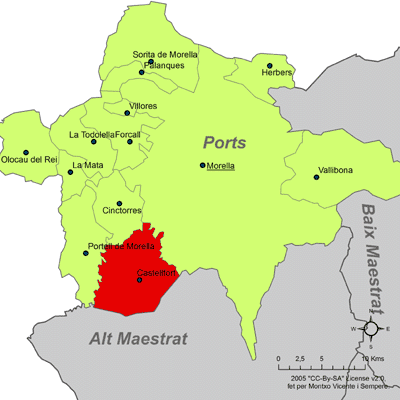
dans la comarque de Ports.